# Barbus loveridgii
Barbus loveridgii е вид лъчеперка от семейство Шаранови (Cyprinidae).

## Разпространение и местообитание
Видът е разпространен в Кения.
Обитава сладководни басейни и реки.

## Описание
На дължина достигат до 6,6 cm.